# Miquel Moner Palliser
Miquel Moner Palliser (Andratx, 1844 - Andratx, 1888) industrial i polític republicà federal.

## Biografia
Miquel Moner Palliser va ser un industrial del sabó i polític republicà federal del poble d'Andratx (Mallorca). Al igual que el seu germà, Joan Moner, era soci de la societat mutual El Fomento d'Andratx.
El 1870 era el vicepresident del Comitè Republicà d'Andratx. Durant la Primera República (1873) fou elegit batlle del municipi. Des d'aquell moment impulsà una sèrie de mesures que no agradaren gens als sectors eclesiàstics com la suspensió de celebracions religioses que causaren gran enrenou a la localitat d'Andratx. A partir del cop d'estat del general Pavía (1874) va ser un dels mallorquins detinguts i desterrats. La seva detenció arribà a principis de novembre de 1875. Fou detingut i incomunicat a la presó de Palma, però aviat fou posat en llibertat i marxà desterrat a Alcúdia per poc temps. Els altres desterrats com Antoni Villalonga Pérez, Ignasi Bonet o Fèlix Duval no dugueren tanta sort i foren desterrats a València i Albacete. Miquel Moner continuà implicat en la política local del seu poble durant el període de la Restauració borbònica i es convertí en un dels homes del Comitè Republicà Federal de Mallorca.
Morí entorn el 1890 ja que el novembre de 1890 Jaume Roca Bauzà dedicà uns versos en honor dels lliurepensadors d'Andratx -Joan Ferrer i Miquel Moner-. Avui en dia, té una plaça dedicada al seu poble, Andratx.